# Logan Costa
Logan Evans Costa (Saint-Denis, Francia, 1 de abril de 2001), más conocido como Logan Costa, es un futbolista francés y caboverdiano que juega de defensa en el Villarreal C. F. de la Primera División de España.

## Trayectoria
Logan Costa nació en Saint-Denis, Francia. De ascendencia caboverdiana, el jugador comenzó su andadura por el mundo del fútbol en clubes como el ASC Val d'Argenteuil y el RFC Argenteuil hasta recalar en las categorías inferiores del Stade de Reims en el año 2016. Durante tres años fue ascendiendo hasta empezar a formar parte del filial del equipo a mediados de 2019. Un año más tarde subió oficialmente al primer equipo dirigido entonces por David Guion, pero tras realizar la pretemporada fue cedido a Le Mans F. C. por una temporada.
Tras un año cedido en el equipo de la región de Países del Loira, fue traspasado al Toulouse F. C., donde militó las siguientes tres temporadas, dos de ellas en la máxima categoría, y entre las que consiguió una Copa de Francia.
En el verano de 2024 se oficializó su fichaje por el Villarreal C. F. por un montante de 17 millones y medio de euros más un millón y medio más por objetivos.

## Selección nacional
Tras haber jugado con la selección sub-16, sub-17 y sub-19 de Francia, eligió la selección de Cabo Verde en su debut como internacional absoluto, el 23 de marzo de 2022.

## Estadísticas

### Clubes
Actualizado al último partido disputado el 9 de noviembre de 2024.
| Club                      | Div.          | Temporada     | Liga  | Liga  | Copas nacionales | Copas nacionales | Copas internacionales | Copas internacionales | Total | Total |
| Club                      | Div.          | Temporada     | Part. | Goles | Part.            | Goles            | Part.                 | Goles                 | Part. | Goles |
| ------------------------- | ------------- | ------------- | ----- | ----- | ---------------- | ---------------- | --------------------- | --------------------- | ----- | ----- |
| Stade de Reims II Francia | 4.ª           | 2018-19       | 6     | 0     | —                | —                | —                     | —                     | 6     | 0     |
| Stade de Reims II Francia | 4.ª           | 2019-20       | 19    | 2     | —                | —                | —                     | —                     | 19    | 2     |
| Stade de Reims II Francia | Total club    | Total club    | 25    | 2     | 0                | 0                | 0                     | 0                     | 25    | 2     |
| Le Mans F. C. Francia     | 3.ª           | 2020-21       | 26    | 0     | —                | —                | —                     | —                     | 26    | 0     |
| Le Mans F. C. Francia     | Total club    | Total club    | 26    | 0     | 0                | 0                | 0                     | 0                     | 26    | 0     |
| Toulouse F. C. II Francia | 5.ª           | 2021-22       | 10    | 0     | —                | —                | —                     | —                     | 10    | 0     |
| Toulouse F. C. II Francia | 5.ª           | 2022-23       | 1     | 1     | —                | —                | —                     | —                     | 1     | 1     |
| Toulouse F. C. II Francia | Total club    | Total club    | 11    | 1     | 0                | 0                | 0                     | 0                     | 11    | 1     |
| Toulouse F. C. Francia    | 2.ª           | 2021-22       | 3     | 0     | 4                | 1                | —                     | —                     | 7     | 1     |
| Toulouse F. C. Francia    | 1.ª           | 2022-23       | 6     | 0     | 6                | 2                | —                     | —                     | 12    | 2     |
| Toulouse F. C. Francia    | 1.ª           | 2023-24       | 31    | 1     | —                | —                | 7                     | 0                     | 38    | 1     |
| Toulouse F. C. Francia    | 1.ª           | 2024-25       | 1     | 0     | —                | —                | —                     | —                     | 1     | 0     |
| Toulouse F. C. Francia    | Total club    | Total club    | 41    | 1     | 10               | 3                | 7                     | 0                     | 58    | 4     |
| Villarreal C. F. · España | 1.ª           | 2024-25       | 8     | 1     | 1                | 0                | —                     | —                     | 9     | 1     |
| Villarreal C. F. · España | Total club    | Total club    | 8     | 1     | 1                | 0                | 0                     | 0                     | 9     | 1     |
| Total carrera             | Total carrera | Total carrera | 111   | 5     | 11               | 3                | 7                     | 0                     | 129   | 8     |

### Selección
Actualizado al último partido disputado el 28 de septiembre de 2024.
| Club           | País       | Año       | Partidos | Goles |
| -------------- | ---------- | --------- | -------- | ----- |
| Francia sub-16 | Francia    | 2017      | 9        | 0     |
| Francia sub-17 | Francia    | 2017      | 1        | 0     |
| Francia sub-19 | Francia    | 2018-2022 | 0        | 0     |
| Cabo Verde     | Cabo Verde | 2022-     | 21       | 0     |